# Grand Prix de Lugano (contre-la-montre)
Le Grand Prix de Lugano est une ancienne course cycliste contre-la-montre disputée à Lugano de 1950 à 1979. Le Français Jacques Anquetil s'y est imposé à sept reprises.
Depuis 1981, une épreuve en ligne est organisée sous le même nom.

## Palmarès
| Année | Vainqueur        | Deuxième         | Troisième           |
| 1950  | Ferdi Kübler     | Fausto Coppi     | Hugo Koblet         |
| 1951  | Fausto Coppi     | Hugo Koblet      | Ferdi Kübler        |
| 1952  | Fausto Coppi     | Giancarlo Astrua | Louison Bobet       |
| 1953  | Jacques Anquetil | Pasquale Fornara | Ferdi Kübler        |
| 1954  | Jacques Anquetil | Pasquale Fornara | Isaac Vitré         |
| 1955  | Rolf Graf        | Aldo Moser       | Jean Brankart       |
| 1956  | Fausto Coppi     | Rolf Graf        | Albert Bouvet       |
| 1957  | Ercole Baldini   | Aldo Moser       | Fausto Coppi        |
| 1958  | Jacques Anquetil | Gérard Saint     | Gilbert Desmet      |
| 1959  | Jacques Anquetil | Ercole Baldini   | Alcide Vaucher      |
| 1960  | Jacques Anquetil | Gilbert Desmet   | Ercole Baldini      |
| 1961  | Jacques Anquetil | Rolf Graf        | Jan Hugens          |
| 1962  | Rolf Graf        | Ercole Baldini   | Ferdinand Bracke    |
| 1963  | Raymond Poulidor | Ferdinand Bracke | Jean-Claude Lebaube |
| 1964  | Ferdinand Bracke | Gianni Motta     | Rudi Altig          |
| 1965  | Jacques Anquetil | Gianni Motta     | Robert Hagmann      |
| 1966  | Vittorio Adorni  | Felice Gimondi   | Jacques Anquetil    |
| 1967  | Felice Gimondi   | Bernard Guyot    | Robert Hagmann      |
| 1968  | Eddy Merckx      | Felice Gimondi   | Rudi Altig          |
| 1969  | Rudi Altig       | Ole Ritter       | Herman Van Springel |
| 1970  | Ole Ritter       | Gösta Pettersson | Tomas Pettersson    |
| 1971  | Luis Ocaña       | Gösta Pettersson | Herman Van Springel |
| 1972  | Felice Gimondi   | Roger Swerts     | Ole Ritter          |
| 1973  |                  |                  |                     |
| 1974  | Ole Ritter       | Francesco Moser  | Roger De Vlaeminck  |
| 1975  | Roy Schuiten     | Francesco Moser  | Freddy Maertens     |
| 1976  |                  |                  |                     |
| 1977  |                  |                  |                     |
| 1978  | Joop Zoetemelk   | Francesco Moser  | Bernt Johansson     |
| 1979  | Michel Laurent   | Josef Fuchs      | Daniel Gisiger      |